# Dirk Ketzer
Dirk Ketzer (* 14. September 1964) ist ein ehemaliger deutscher Fußballspieler. In der höchsten Spielklasse des DDR-Fußballs, der Oberliga, spielte er für den 1. FC Magdeburg und den 1. FC Union Berlin.

## Sportliche Laufbahn

### Gemeinschafts-, Club- und Vereinsstationen
Nachdem Dirk Ketzer im Alter von zehn Jahren 1974/75 für ein Jahr in der Schülerelf von BSG Turbine Magdeburg gespielt hatte, ging er zum 1. FC Magdeburg, bei dem er alle Nachwuchsmannschaften durchlief. Zur Saison 1982/83 wurde er als Abwehrspieler in das Aufgebot der Oberligamannschaft aufgenommen, hatte aber bereits in der vorherigen Saison am 22. Mai 1982 in der Begegnung 1. FC Lok Leipzig gegen 1. FC Magdeburg (3:2) als Einwechselspieler für Axel Tyll ein 21-minütiges Debüt in der höchsten Spielklasse des DDR-Fußballs gegeben. Die Hoffnungen auf eine weitere Oberligakarriere erfüllten sich zunächst jedoch nicht. Obwohl Ketzer bis zur Saison 1984/85 stets für die Oberligamannschaft nominiert wurde, kam er dort nie mehr zum Einsatz und spielte stattdessen in der drittklassigen Bezirksligamannschaft 1. FC Magdeburg II. Von der Saison 1985/86 an wurde er auch offiziell nur noch für die 2. Mannschaft gemeldet.
Angesichts der fehlenden sportlichen Perspektive wechselte Ketzer, der inzwischen ein Studium zum Sport- und Geschichtslehrer aufgenommen hatte, im Sommer 1987 zum Oberligisten 1. FC Union Berlin. Doch auch dort fand man im Oberligateam wenig Verwendung für den 1,80 Meter großen Verteidiger. Er wurde erst in der Rückrunde der Saison 1987/88 zum Einsatz gebracht, bestritt aber nur fünf Spiele, nur zwei über die volle Distanz.
Daraufhin nahm Ketzer erneut einen Wechsel vor und ging zum zweitklassigen DDR-Ligisten Motor Schönebeck, nahe seiner Heimatstadt Magdeburg. Hier blieb er bis zum Ende der Saison 1990/91. Danach kehrte er nach Magdeburg zurück und spielte für seinen Erstverein, der sich nach der deutschen Wiedervereinigung von der BSG Turbine zum SV Fortuna gewandelt hatte. Mit ihm stieg er 1996 in die viertklassige Fußball-Oberliga Nordost auf. Mit knapp 33 Jahren beendete Ketzer im Sommer 1997 seine leistungssportliche Laufbahn. Für einige Jahre betätigte er sich noch als Freizeitfußballer beim kleinen Magdeburger Verein FSV 1895. Von 2006 bis 2009 war er Trainer bei Fortuna Magdeburg.

### Auswahleinsätze
Im Nachwuchsbereich bestritt das FCM-Talent zahlreiche Länderspiele für Auswahlmannschaften des DFV. Mit der DDR-Jugendauswahl nahm er an der 1. U-16-EM 1982 teil. Von 1980 bis 1982 wurde er in 14 U-16-Länderspielen (ein Treffer) an der Seite von Sven Weigang, Thoralf Bennert und Heiko Bonan aufgeboten und schied altersbedingt nach dem Scheitern in der EM-Zwischenrunde gegen die DFB-Jugend aus diesem Team aus.
In der ostdeutschen Juniorennationalelf gab Ketzer meist den Libero und kam in 14 U-18-Länderspielen (ein Tor) zum Einsatz. Mit dieser Auswahl um Jörg Stübner, Ulf Kirsten, Olaf Marschall und Andreas Wagenhaus scheiterte die Defensivkraft in der Qualifikation zur Junioren-EM 1983 an den tschechoslowakischen Altersgenossen.

### Statistik
Oberliga-Punktspiele für den 1. FC Union:
(Datum, Gegner, Ergebnis aus Unionsicht, Einsatzminuten – A = Auswärtsspiel, e = eingewechselt)
| 19. März 1988, Carl Zeiss Jena 1:2 (A), 18 e |
| 26. März 1988, Stahl Riesa 2:1 (A), 6 e      |
| 6. April 1988, Wismut Aue 0:1 (A), 90        |
| 28. Mai 1988, FC Karl-Marx-Stadt 3:2 (A), 90 |